# Presidentvalet i Polen 2015
Presidentvalet i Polen 2015 ägde rum den 10 maj och 24 maj 2015 och var det sjätte presidentvalet som hölls i Polen sedan kommunisttiden. Valet vanns av Andrzej Duda.
Den första valomgången ägde rum den 10 maj och det fanns 11 kandidater att välja mellan. Valdeltagande blev 48,96 % och ingen kandidat fick egen majoritet. De två kandidater som fått flest röster var Andrzej Duda som kandiderade för det värdekonservativa partiet Lag och rättvisa och den sittande presidenten, Medborgarplattformens kandidat Bronisław Komorowski. Duda erhöll 34,76 % av rösterna och Komorowski 33,77 %. Rockmusikern Paweł Kukiz erhöll 20,80 % som oberoende kandidat.
I den andra omgången som ägde rum den 24 maj fick Duda 51,55 % av rösterna. Komorowski fick 48,5 % av rösterna. Därmed vann Duda valet. Valdeltagande var 55,34 %.